# شریف قزاق
شریف قزاق، روستایی از توابع بخش جزینک شهرستان زهک در استان سیستان و بلوچستان ایران است.

## جمعیت
این روستا در دهستان خمک قرار دارد و براساس سرشماری مرکز آمار ایران در سال ۱۳۸۵، جمعیت آن ۷۵ نفر (۱۹خانوار) بوده‌است.